# Solemnitat
Una solemnitat, al catolicisme, és una celebració litúrgica del rang més elevat, per a commemorar un fet de primer ordre per a la fe cristiana.